# نادي باغراميان

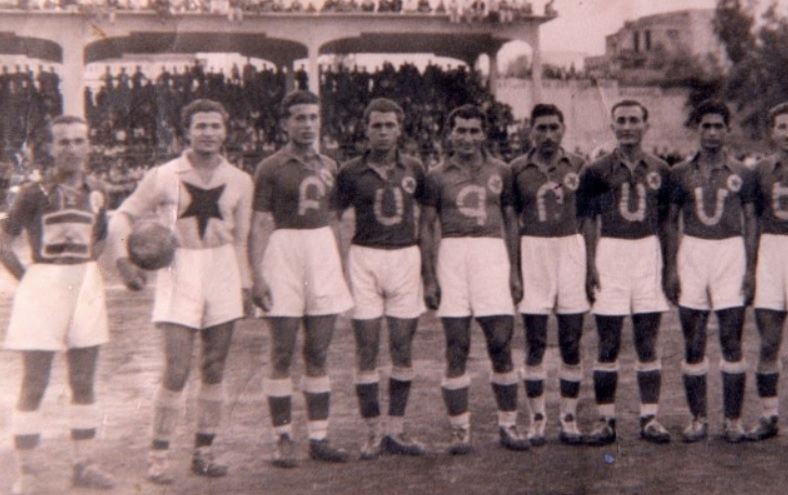
فريق باغراميان لكرة القدم.

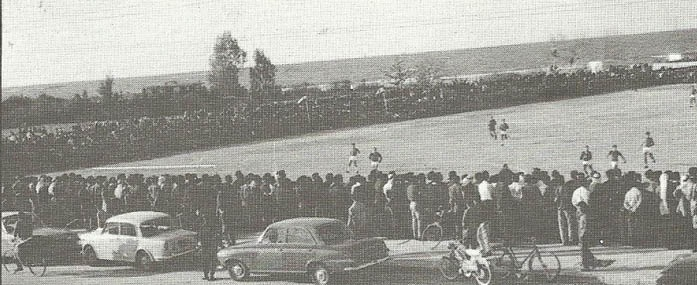
مباراة بين فريقي باغراميان والتضامن صور لكرة القدم في عام 1956 التي عقدت في البص، صور. فاز التضامن 3-1.

نادي باغراميان الرياضي كان منظمة رياضية وثقافية أرمنية في لبنان. كان مرتبطا بالحزب الشيوعي اللبناني.
اعتبارا من 1949 شارك باغراميان في لجنة بيروت لأندية كرة القدم.
قبل الانتخابات البرلمانية في لبنان عام 1957، قام نادي باغراميان الرياضي وغيره من النوادي الرياضية الأرمنية اللبنانية المعارضة لـحزب الطاشناق ومنها (هومنمن، وأنترانيك وفيرادزنونت وتيكييان-بايكار) بتنظيم مهرجان عمومي أرمني في 22 أبريل 1957 تحت رعاية رئيس الأساقفة خات أتشاباهيان. شارك في هذا الحدث حوالي ألفي رياضي شارك فيها نحو 25 ألف متفرج في ملعب بيروت البلدي.
في يوم 10 يونيو 1957 يوم الانتخابات نفسه ثلاثة أشخاص (كريكور فرتانيسيان وبدروس كجويان وليفون كجويان) قتلوا بالرصاص أمام مكتب نادي باغراميان. ألقت المعارضة باللوم على حزب الطاشناق على عمليات القتل.
أغلقت الحكومة اللبنانية نادي باغراميان الرياضي في عام 1960 في عهد الرئيس فؤاد شهاب. في عام 1969 تم تأسيس جمعية أراراد الرياضية لملء الفراغ بعد إغلاق نادي باغراميان الرياضي.